# Єжи Нейман
Є́жи (Ю́рій Чесла́вович) Не́йман (англ. Jerzy Neyman; нар. 16 квітня 1894, Бендери — пом. 8 серпня 1981, Берклі, США) — польський і американський математик і статистик. Син етнографа Чеслава Неймана.

## Біографічні відомості
Юрій Нейман народився 16 квітня 1894 року в повітовому місті Бендери Бессарабської губернії в польській католицькій сім'ї. 1909 року закінчив Кам'янець-Подільську гімназію .
Навчався в Харківському університеті. 1923 року закінчив Варшавський університет.
У 1923—1934 роках викладав у Варшавському та Краківському університетах. 1927 року організував у Варшаві лабораторію біометрики. Від 1938 року та до смерті — професор Університету Каліфорнії у Берклі.

## Наукова діяльність
Основні праці Єжи Неймана присвячено статистиці та теорії імовірностей. Розвивав (від 1930 року) так звану біхевіористську статистику (методологію прийняття рішень в умовах невизначеності), яка має багато застосувань у наукових дослідженнях в астрономії, фізиці, біології, медицині — скрізь, де необхідно знижувати частоту помилок.